# Краљевина Хиџаз и Наџд
Краљевина Хиџаз и Наџд (арап. مملكة الحجاز ونجد‎) је држава на Арапском полуострву, настала након што је Султанат Наџда освојио краљевину Хиџаз 1920-те. Абд ел-Азиз ибн Сауд, је крунисан за краља Хиџаза 8. јануара 1926. године, у Светој џамији у Меки. Прогласио се и у титулу „Краљ Наџда” (уместо некадашњег „Султана Наџда”).

## Историја
Према споразуму у Џеди, потписаном 20. маја 1927. године, држава Абд ел-Азиз ибн Сауда је призната од Краљевства Велике Британије и Ирске и добила је назив „Краљевина Хиџаз и Наџд“.
У наредних пет година, Абд ел-Азиз ибн Сауд је управљао два дела свог двојног краљевства као одвојеним јединицама. Прогласио је унију саудијских региона 23. септембра 1932. године, Хиџаз, Наџд, Ел Хаса и Катиф уједињене у ново краљевство, названо Саудијска Арабија.

## Спољна политика
Краљевина Хиџаз и Наџд је могла да спроводи своју експанзионистичку политику снабдевањем британским оружјем због својих блиских односа са Уједињеним Краљевством. Под краљем Абд ел-Азиз ибн Саудом, Хиџаз се повукао из Лиге народа.
Краљевину Хиџаз и Наџд је 1926. године признао Совјетски Савез, а затим Сједињене Америчке Државе 1931. године. До 1932. Уједињено Краљевство, Трећа француска република, Турска, Империјална држава Персија, Краљевина Италија и Холандија су задржале посланства у Џеди; Краљевина Египат је имала незваничне конзуларне представнике.

## Владари Хиџазe и Наџдa

### Краљ Хиџазe и Наџдa (1926–1932)
| Име владара                   | Животни век                                      | Почетак владавине | Крај владавине     | Белешке                                        | Династија | Слика                   |
| Абдулазиз Ибн Сауд عبد العزيز | 26. новембар 1876. — 9. новембар 1953. (76 год.) | 8 јануар 1926.    | 22 септембар 1932. | Син Абдул ел Сауда и Саре ибн Ахмед ел Судаири | Сауд      | Краљ Абдулазиз ибн Сауд |

### Заменик Краља Хиџазе (1926–1932)
| Име владара | Животни век                                | Почетак владавине | Крај владавине     | Белешке                                   | Династија | Слика        |
| Фајсал فيصل | 14. април 1906. — 25. март 1975. (68 год.) | 8 јануар 1926.    | 22 септембар 1932. | Син Ибн Сауда и Тарфа ибн Абдулах ел Шеик | Сауд      | Принц Фајсал |

### Заменик Краља Наџда (1926–1932)
| Име владара | Животни век                                    | Почетак владавине | Крај владавине     | Белешке                                    | Династија | Слика      |
| Сауд سعود   | 12. јануар 1902. — 23. фебруар 1969. (67 год.) | 8 јануар 1926.    | 22 септембар 1932. | Син Ибн Сауда и Вадхе ибн Мухамад ел Ораир | Сауд      | Принц Сауд |